# Onitis proximus
Onitis proximus är en skalbaggsart som beskrevs av Ferreira 1977. Onitis proximus ingår i släktet Onitis och familjen bladhorningar. Inga underarter finns listade i Catalogue of Life.